# Cornigliano
Cornigliano (en génois Corniggen, prononcé Curniggen), ou Cornigliano Ligure, selon la dénomination officielle lorsqu'elle était encore une commune indépendante est une ancienne commune italienne, devenue maintenant un quartier de l'ouest de Gênes, situé entre les quartiers de Sampierdarena et Sestri Ponente. 

## Origine discutée du nom
D'après l'historien Agostino Giustiniani - qui rédigea les annales de la ville (Castigatissimi Annali di Genova) éditées en 1537 - le nom de la localité pourrait dériver de la Gens Cornelia, la famille romaine des Cornelii, qui aurait possédé quelques terrains dans cette partie plane entre le torrent Polcevera et Sestri, dans un lieu-dit ager cornelianum c'est-à-dire champ des Cornelii.

Selon d'autres historiens l'origine du nom est encore plus ancienne et devrait être rapportée à une antique tribu ligure, celle des Veturii (ou Viturii), qui à l'âge du fer dominait le territoire compris entre le torrent Polcevera et Arenzano. Le nom viendrait de Corito di Giano, en ligure Cor (Corito) - ni (di) - gien (Giano).

## Un lieu de villégiature devenu industriel
Dans la localité, Pétrarque chantait un splendide lieu de villégiature hors des murs de Gênes ; d'après Giustiniani, on y trouvait au moins trente villas princières. 
Cornigliano était le lieu de passage du fameux Grand Tour et reçut à ce titre de nombreux visiteurs. Au XIXe siècle la commune prit le nom de Cornigliano Ligure.
Sur le récif de Saint André, l'entrepreneur et homme politique Edilio Raggio (l'homme le plus riche d'Italie à son époque), fit construire un château en style liberty, qui attira après sa mort des nobles et des riches de partout. 
En 1926 la commune de Cornigliano Ligure, jusque-là autonome, fut intégrée dans la Grande Gênes.
Après la Seconde Guerre mondiale le château Raggio fut rasé et Cornigliano devint un faubourg industriel destiné à recevoir de grosses implantations d'industrie sidérurgique, en développement des initiatives de Raggio. 
Au XXe siècle cet endroit de villégiature est ainsi devenu un grand complexe d'immeubles démesurés et d'implantations industrielles, symbole de puissance de production, mais aussi de dégradation de son décor, avec l'éloignement progressif de la mer. Les villas d'autrefois ont quasiment disparu et la localité est étouffée de cheminées et d'usines.

## Difficultés économiques et reprise en main de l'urbanisation

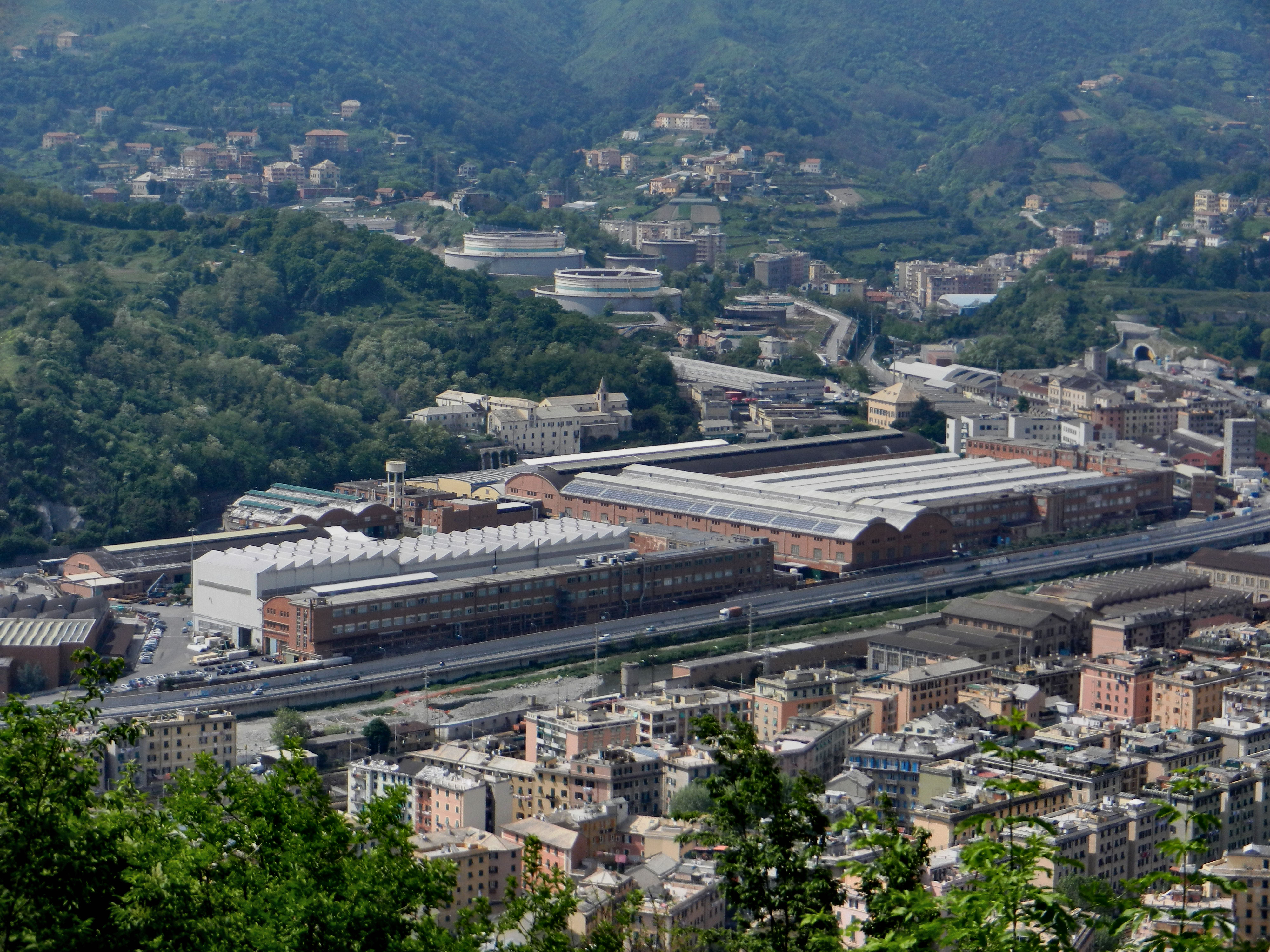
Les établissements Ansaldo de Campi à Cornigliano.

À la suite de difficultés économiques pour ces grosses industries et à des licenciements importants, le quartier reprend un peu d'allure depuis la fin du XXe siècle.
En 2005, ce fut la fermeture du haut fourneau, précédée de celle des usines à charbon. L'air est maintenant devenu plus respirable. Dans la même année, un accord avec l'entreprise Ilva (Groupe Riva) a libéré plus de 300.000 m² pour l'usage public. Un concours a donné l'occasion aux architectes de proposer des projets pour les utiliser.
À la suite de l'effondrement, le 14 août 2018, de la travée et du pylône du pont Morandi situés sur la rive droite du Polcevera dans le quartier limitrophe de Sampierdarena, les experts commis par le Parquet de Gênes ont estimé qu'une partie du site occupé par Ansaldo Energia devait être classé en « zone rouge » du fait des détériorations constatées sur la partie ouest du viaduc contiguë aux bâtiments de la rue Nicola Lorenzi, des fissures importantes à la fois horizontales et verticales, liées semble-t-il, non pas à l'effondrement, mais à des infiltrations continues dans le temps et dans certains cas visibles par l'écoulement d'un filet d'eau, qui affectent l'étanchéité de la partie interne de la structure en béton et en acier en la corrodant. Si les estimations des premières expertises se confirment, la zone devra être évacuée comme l'a été celle des rues Walter Fillak et Enrico Perro sur la rive opposée de Sampierdarena. La Société estime que 750 emplois sur un total de 2 800, sous-traitants compris, sont menacés.